# Episodi di Hunter Street (quarta stagione)
La quarta stagione di Hunter Street è andata in prima TV nel Regno Unito su Nickelodeon dal 19 aprile 2021. In Italia su Nickelodeon dal 19 al 28 Luglio 2021 e dal 18 febbraio 2022 in chiaro su Super!, dove fu sospesa dopo pochi appuntamenti. Tempo dopo fu ripresa dal canale VH1 all'interno del blocco Super! Live.
| n° | Titolo originale               | Titolo italiano                      | Prima TV USA | Prima TV Regno Unito | Prima TV Italia (Nickelodeon) | Prima TV Italia (Super!/VH1) |
| -- | ------------------------------ | ------------------------------------ | ------------ | -------------------- | ----------------------------- | ---------------------------- |
| 1  | An Unexpected Guest            | Un ospite inatteso                   | 2021         | 19 aprile 2021       | 19 Luglio 2021                | 18 febbraio 2022 ( Super! )  |
| 2  | Babies, Bunnies and Beards     | Neonati, peluche e barbe             | 2021         | 20 aprile 2021       | 19 Luglio 2021                | 18 febbraio 2022 ( Super! )  |
| 3  | Sally Hunter                   | Sally Hunter                         | 2021         | 21 aprile 2021       | 20 luglio 2021                | 25 febbraio 2022 ( Super! )  |
| 4  | Quantum Problems and Dead Ends | Problemi quantistici e vicoli ciechi | 2021         | 22 aprile 2021       | 20 luglio 2021                | 25 febbraio 2022 ( Super! )  |
| 5  | House Arrest                   | Chiusi in casa                       | 2021         | 23 aprile 2021       | 21 luglio 2021                | 4 marzo 2022 ( Super! )      |
| 6  | The Intruder                   | L'intruso                            | 2021         | 26 aprile 2021       | 21 luglio 2021                | 4 marzo 2022 ( Super! )      |
| 7  | Mind Games                     | Giochi psicologici                   | 2021         | 27 aprile 2021       | 22 luglio 2021                | 10 agosto 2023 ( VH1 )       |
| 8  | Break-in                       | L' effrazione                        | 2021         | 28 aprile 2021       | 22 luglio 2021                | 10 agosto 2023 ( VH1 )       |
| 9  | Relatively Speaking            | Super Parenti                        | 2021         | 29 aprile 2021       | 23 luglio 2021                | 11 agosto 2023 ( VH1 )       |
| 10 | Enemies Within                 | Nemici in casa                       | 2021         | 30 aprile 2021       | 23 luglio 2021                | 11 agosto 2023 ( VH1 )       |
| 11 | Badika                         | Anika cattiva                        | 2021         | 3 maggio 2021        | 24 luglio 2021                | 14 agosto 2023 ( VH1 )       |
| 12 | Operation Rockabye             | Operazione Fai la Nanna              | 2021         | 4 maggio 2021        | 24 luglio 2021                | 14 agosto 2023 ( VH1 )       |
| 13 | Sleepwalkers                   | Sonnambuli                           | 2021         | 5 maggio 2021        | 25 luglio 2021                | 15 agosto 2023 ( VH1 )       |
| 14 | Saving Anika                   | Salvare Anika                        | 2021         | 6 maggio 2021        | 25 luglio 2021                | 15 agosto 2023 ( VH1 )       |
| 15 | I Spy                          | Scacco matto                         | 2021         | 7 maggio 2021        | 26 luglio 2021                | 16 agosto 2023 ( VH1 )       |
| 16 | Hologram: Unlocked             | Ologramma: sbloccato                 | 2021         | 10 maggio 2021       | 26 luglio 2021                | 16 agosto 2023 ( VH1 )       |
| 17 | The Missing Piece              | Il pezzo mancante                    | 2021         | 11 maggio 2021       | 27 luglio 2021                | 17 agosto 2023 ( VH1 )       |
| 18 | Testing Times                  | Fase 2                               | 2021         | 12 maggio 2021       | 27 luglio 2021                | 17 agosto 2023 ( VH1 )       |
| 19 | Brainwooshed                   | Lavaggio del cervello                | 2021         | 13 maggio 2021       | 28 luglio 2021                | 18 agosto 2023 ( VH1 )       |
| 20 | Showdown                       | La resa dei conti                    | 2021         | 14 maggio 2021       | 28 luglio 2021                | 18 agosto 2023 ( VH1 )       |